# Hickelia
Hickelia A.Camus é um género botânico pertencente à família Poaceae. É por vezes identificado pelo sinónimo Pseudocoix.